# John Calhoun Phillips
John Calhoun Phillips (Vermont, 13 de novembro de 1870 - Flagstaff, 25 de junho de 1943) foi um político norte-americano que foi governador do estado norte-americano do Arizona, no período de 1929 a 1931, pelo Partido Republicano.

## Vida
Nascido em 1870 em Vermont, Illinois, Phillips se formou no Hedding College em 1893 e foi aprovado em Illinois. Ele se mudou para o Arizona em 1898, onde exerceu a advocacia privada enquanto, ao mesmo tempo, trabalhava como operário de construção para ganhar a vida. Ele ajudou a construir o edifício do Capitólio do estado que mais tarde ocuparia como governador. Ele serviu como juiz de inventário de 1902 a 1912 antes de ser eleito para a Câmara dos Representantes do Arizona e, mais tarde, para o Senado do Arizona.
Phillips tornou-se governador em 1929 durante a Grande Depressão. Ele foi fundamental na criação de um sistema gratuito de biblioteca municipal, a Comissão do Rio Colorado, o Departamento Estadual de Identificação Criminal e o Departamento de Caça e Pesca do Arizona. Durante seu governo, ele se recusou a aumentar o salário dos juízes estaduais por motivos políticos.

Considerado um homem pouco atraente com senso de humor, Phillips se referia a si mesmo como "o homem mais feio do Arizona". Phillips morreu em 1943 de um ataque cardíaco enquanto pescava no Lago Mary perto de Flagstaff, Arizona. Ele foi sepultado em Greenwood / Memory Lawn Mortuary & Cemetery em Phoenix.